# Remix to Sing
Remix to Sing је први албум са ремиксима америчке групе En Vogue, издат 1991.